# Chicot County
Chicot County ist das südöstlichste County im Bundesstaat Arkansas der Vereinigten Staaten. Der Verwaltungssitz (County Seat) ist Lake Village.

## Geographie
Das County liegt im äußersten Südosten von Arkansas; es grenzt im Osten an den Mississippi River, der die Grenze zum Bundesstaat Mississippi bildet und im Süden an Louisiana. Das Chicot County hat eine Fläche von 1789 Quadratkilometern, wovon 121 Quadratkilometer Wasserfläche sind. Es grenzt an folgende Countys und Parishes:
| Drew County                     | Desha County                    |                                 |
| Ashley County                   |                                 | Washington County (Mississippi) |
| West Carroll Parish (Louisiana) | East Carroll Parish (Louisiana) | Issaquena County (Mississippi)  |

## Hydrologie
Das gleichnamige Aquifer mit einer Ausdehnung größer als das deutsche Bundesland Hessen ist der größte Grundwasserleiter des Golfküsten-Aquifers (Gulf Coast Aquifer). Es versorgt Städte und Gemeinden der Region mit Trinkwasser und wird zur Bewässerung der Reisfelder der Gegend sowie für die Zucht von Süßwassermuscheln genutzt. Aufgrund der jahrelangen Übernutzung mit einer über der Grundwasserneubildungsrate liegenden Wasserentnahme senkt sich das darüber liegende Land: Salzwasserintrusion verdrängt das weniger werdende Süßwasser, sodass aus den regionalen Trinkwasserbrunnen immer häufiger und mitunter völlig überraschend Salzwasser gefördert wird.

## Geschichte
Chicot County wurde am 25. Oktober 1823 aus Teilen des Arkansas County gebildet. Der Name stammt von dem französischen Wort chicot für die Zypressen entlang des Flusses ab.
In den Jahren vor dem Sezessionskrieg war Chicot County bekannt als das reichste County in Arkansas und als eines der reichsten Countys im ganzen Land. Um 1850 hatten 145 weiße Familien 3984 Sklaven. Prozentual war dies das höchste Verhältnis im ganzen Land. Nur das Union County hatte mehr Sklaven. 1860 produzierte das Chicot County 40.948 Ballen Baumwolle zu einem Höchstpreis von 12,4 Cent pro Pfund.
Begünstigt wurde der Handel durch mehrere Häfen entlang des Mississippis. Der wohl wichtigste Anlegepunkt zwischen 1830 und 1880 war Gaines Landing, benannt nach Ben P. Gaines, R. M. Gaines und William H. Gaines. 1903 bekam die Gegend Anschluss an die Memphis, Helena, Louisiana Railroad, was einen schnelleren Bevölkerungszuwachs zur Folge hatte. Bei der Mississippiflut 1927 wurden 13 Prozent von Arkansas überflutet und der größte Teil des Farmlandes im Chicot County zerstört.
Während des Zweiten Weltkriegs war eines der zehn Internierungslager für japanischstämmige Einwanderer im Chicot County angelegt. Im Juni 1944 waren hier 8497 Personen untergebracht.

## Demografische Daten
Nach der Volkszählung im Jahr 2000 lebten im Chicot County 14.117 Menschen; es wurden 5205 Haushalte und 3643 Familien gezählt. Die Bevölkerungsdichte betrug 8 Einwohner pro Quadratkilometer. Ethnisch betrachtet setzte sich die Bevölkerung zusammen aus 43,24 Prozent Weißen, 53,96 Prozent Afroamerikanern, 0,13 Prozent amerikanischen Ureinwohnern, 0,40 Prozent Asiaten, 0,02 Prozent Bewohnern aus dem pazifischen Inselraum und 1,41 Prozent aus anderen ethnischen Gruppen; 0,85 Prozent stammten von zwei oder mehr Ethnien ab. Unabhängig von der ethnischen Zugehörigkeit waren 2,88 Prozent der Bevölkerung spanischer oder lateinamerikanischer Abstammung.
Von den 5205 Haushalten hatten 31,7 Prozent Kinder oder Jugendliche im Alter unter 18 Jahre, die mit ihnen zusammen lebten. 43,7 Prozent waren verheiratete, zusammenlebende Paare, 22,0  Prozent waren allein erziehende Mütter, 30,0 Prozent waren keine Familien. 26,9  Prozent aller Haushalte waren Singlehaushalte und in 13,0  Prozent lebten Menschen im Alter von 65 Jahren oder darüber. Die Durchschnittshaushaltsgröße lag bei 2,58 und die durchschnittliche Familiengröße bei 3,12 Personen.
27,5  Prozent der Bevölkerung waren unter 18 Jahre alt, 8,6 Prozent zwischen 18 und 24, 26,4 Prozent zwischen 25 und 44, 22,2  Prozent zwischen 45 und 64 und 15,4 Prozent waren 65 Jahre oder älter. Das Durchschnittsalter betrug 36 Jahre. Auf 100 weibliche kamen statistisch 94,2 männliche Personen und auf 100 Frauen im Alter von 18 Jahren und darüber kamen durchschnittlich 89,9 Männer.
Das jährliche Durchschnittseinkommen eines Haushalts betrug 22.024 USD, das Durchschnittseinkommen der Familien 27.960 USD. Männer hatten ein Durchschnittseinkommen von 25.899 USD, Frauen 17.115 USD. Das Prokopfeinkommen betrug 12.825 USD. 23,1 Prozent der Familien und 28,6 Prozent der Einwohner lebten unterhalb der Armutsgrenze.

## Kultur und Sehenswürdigkeiten

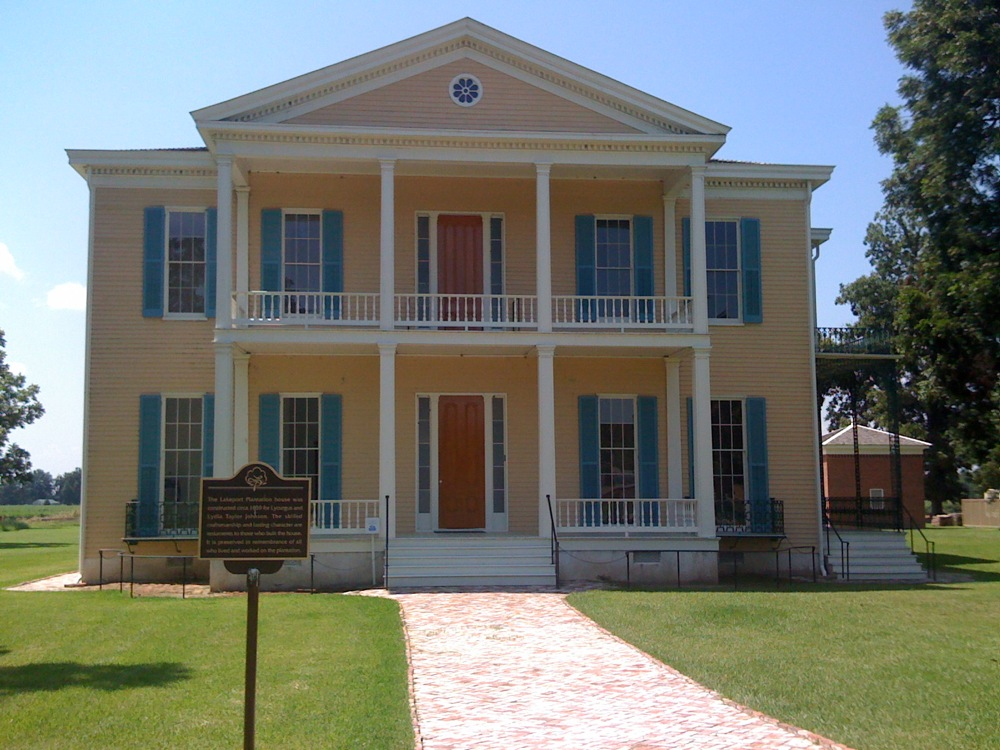
Lakeport Plantation (2008). Dieses Plantagenhaus wurde um 1859 im Stile des Greek Revival errichtet. Es ist seit November 1974 im NRHP eingetragen.

23 Bauwerke und historische Bezirke (Historic Districts) des Countys sind im National Register of Historic Places („Nationales Verzeichnis historischer Orte“; NRHP) eingetragen (Stand 9. Februar 2022), darunter das Chicot County Courthouse, die Lakeport Plantation und das Lake Village Confederate Monument.

## Orte im Chicot County
- Ashton
- Bellaire
- Boeuf
- Bowman
- Chanticleer
- Chicot
- Cosgrove
- Deep Elm
- Dermott
- Dewey
- Elmwood
- Eminence
- Empire
- Eudora
- Fairview
- Grand Lake
- Halley Junction
- Harwood
- Hudspeth
- Hurds
- Indian
- Jennie
- Lake Village
- Lakehall
- Lakeport
- Leland
- Luna
- Macon Lake
- Readland
- Red Leaf
- Shives
- Sunnyside
- Vaucluse
- Yellow Bayou

Townships
- Bowie Township
- Carlton Township
- Planters Township